# Antonio Piccinni
Antonio Piccinni (Trani, 14 maggio 1846 – Roma, 26 gennaio 1920) è stato un pittore e incisore italiano.

## Biografia
Antonio Piccinni trascorse gran parte della sua vita a Napoli, dove si era formato come artista, frequentando dal 1860 l'Accademia di belle arti, sotto la guida di Domenico Morelli, di Tommaso Aloisio Juvara e di Francesco Pisante.

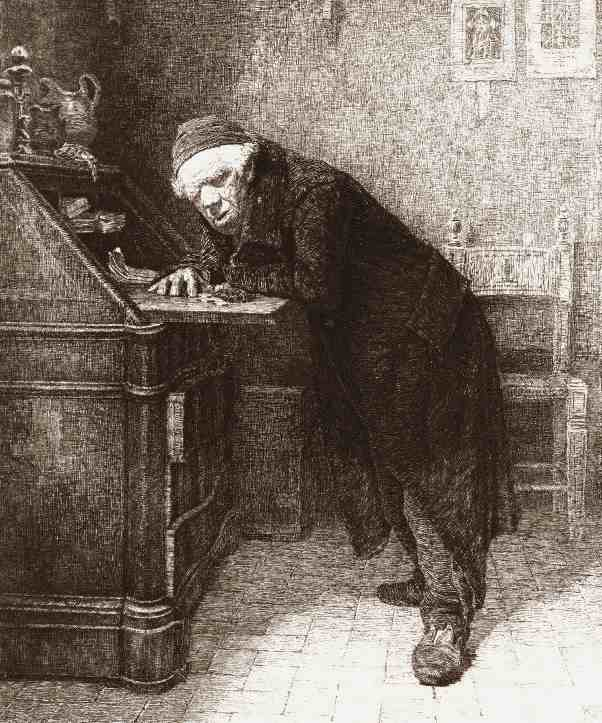
Antonio Piccinni, L'Avaro

Nel 1872 si trasferì a Roma, per completare la formazione, frequentando corsi d'incisione alla Calcografia Nazionale. Presentò sue incisioni a mostre della società Promotrice delle belle arti di Napoli "Salvator Rosa", ma mantenne i contatti con la Calcografia.
Nel 1878 furono presentate all'Esposizione nazionale di Parigi dodici sue incisioni inedite, raccolte nell'album dal titolo "Souvenirs de Rome". Fu nominato professore onorario dell'Accademia di Napoli. Alla mostra del 1877 della Promotrice di Napoli espose l'acquaforte Rivoluzione di Masaniello. A Torino, nel 1888, espose le incisioni Ritratto di Vittorio Emanuele, Re Umberto e L'avaro. A Roma, nel 1883, presentò: La predica; a Venezia, nel 1887, espose l'acquarello Un fiammiferaio e a Bologna, nel 1888, presentò i due acquerelli Il birichino e Una giovanetta.

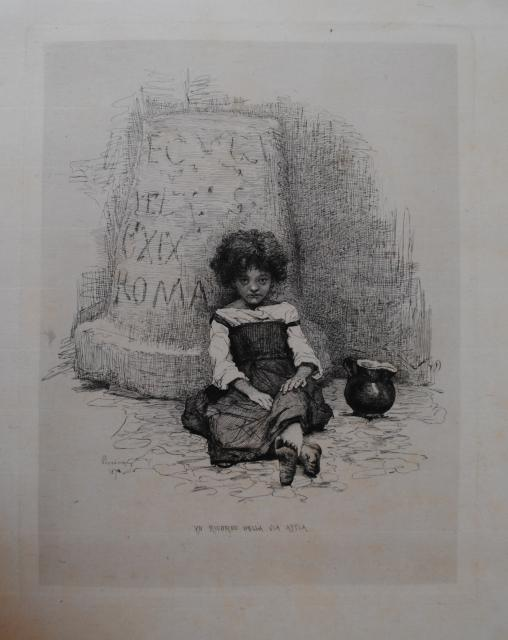
Antonio Piccinni, Ricordo della via Appia, da Trente eaux-forts par trente artistes, 1879

L'ammiraglio ed oceanografo Giovan Battista Magnaghi, che dirigeva l'Istituto idrografico della Marina, con sede a Genova, gli commissionò nel 1889 vedute e disegni di coste italiane, per illustrare carte nautiche. Antonio Piccinni partecipò ad annuali campagne di studio, a bordo della nave idrografica "Washington" della Regia Marina. Anche dopo la morte di Magnaghi, avvenuta nel 1902, Piccinni rimase nella Marina Militare, fino al 1917.

### Altre opere
La Galleria dell'Accademia di belle arti di Napoli possiede queste opere giovanili di Antonio Piccinni: Nudo, olio su tela, 1872, 70x100 cm, saggio di scuola; Ritratto di Onofrio Panvini (da Tiziano), olio su tela, 1874, 50x65,5 cm, saggio per il Pensionato nazionale, Carlo Caracciolo e il Duca d'Arcos, olio su tela, 1874, 60x82 cm, saggio per il Pensionato nazionale, Studio di nudo, carboncino, 1870, 43x59,2 cm, saggio di scuola e primo premio.
Sue incisioni sono conservate alla Biblioteca Panizzi di Reggio Emilia e al Museo diocesano di Trani (Pinacoteca di Palazzo Addazi).